# Kastamonuspor 1966
Kastamonuspor 1966 ist ein türkischer Fußballverein aus Kastamonu. Ihre Heimspiele tragen die Grün-Weißen im Gazi-Stadium aus. Es handelt sich bei diesem Verein um den offiziellen Nachfolgeverein des historischen Vereins Kastamonuspor. Die Verantwortlichen dieses hochverschuldeten Vereins meldeten im Sommer 2014 Insolvenz an und formierte sich nach einer Fusion mit Tosya Belediyespor, dem Fußballverein der benachbarten Kreisstadt Tosya, unter dem Namen Kastamonuspor 1966 neu.

## Geschichte

### Gründung
Der Verein wurde am 18. März 1950 unter der Leitung von Sabahattin Çelengil mit den Vereinsfarben Grün-Schwarz gegründet und nahm die nachfolgenden Jahre an der regionalen Amateurliga teil. 1964 beschloss der türkische Fußballverband, ein Projekt zu starten, wodurch alle türkischen Provinzen am Profifußballgeschehen teilhaben konnten. Bis zu diesem Zeitpunkt spielten die Vereine aus Istanbul, Ankara, Izmir und Adana die Meisterschaften im Profifußball unter sich aus. Der Verband entwickelte daraufhin zwei professionelle Unterligen der heutigen Süper Lig, die 2. Liga und die 3. Liga. In diese beiden Ligen wurden dann aus jeder Provinz mindestens eine Mannschaft je nach Stärke aufgenommen. 1966 fusionierte Kastamonuspor daraufhin mit Çamsu Gençlik SK und nahm somit zur Saison 1967/68 an der zweithöchsten türkischen Spielklasse, der heutigen TFF 1. Lig, am Spielgeschehen teil. Die Vereinsfarben wurden auf Rot-Schwarz festgelegt und waren als Hommage an den AC Mailand gedacht.

### Systembedingter Abstieg in die TFF 3. Lig
Da mit der Saison 2001/02 der türkische Profi-Fußball grundlegenden Änderungen unterzogen werden sollte, wurden bereits in der Spielzeit 2000/01 Vorbereitungen für diese Umstellung unternommen. Bisher bestand der Profifußball in der Türkei aus drei Ligen: Der höchsten Spielklasse, der einspurigen Türkiye 1. Futbol Ligi, der zweitklassigen fünfspurig und in zwei Etappen gespielten Türkiye 2. Futbol Ligi und der drittklassigen und achtgleisig gespielten Türkiye 3. Futbol Ligi. Zur Saison 2001/02 wurde der Profifußball auf vier Profiligen erweitert. Während die Türkiye 1. Futbol Ligi unverändert blieb, wurde die Türkiye 2. Futbol Ligi in die nun zweithöchste Spielklasse, die Türkiye 2. Futbol Ligi A Kategorisi (zu dt.: 2. Fußballliga der Kategorie A der Türkei), und die dritthöchste Spielklasse, die Türkiye 2. Futbol Ligi B Kategorisi (zu dt.: 2. Fußballliga der Kategorie B der Türkei), aufgeteilt. Die nachgeordnete Türkiye 3. Futbol Ligi wurde fortan somit die vierthöchste Spielklasse, die TFF 3. Lig. Jene Mannschaften, die in der Drittligasaison 2000/01 lediglich einen mittleren Tabellenplatz belegten, wurden für die kommende Saison in die neugeschaffene vierthöchste türkische Spielklasse, in die 3. Lig, zugewiesen. Kastamonuspor, welches die Liga auf dem 13. Tabellenplatz beendet hatte, musste so systembedingt in die 3. Lig absteigen.

### Viertligajahre und Abstieg in die Amateurliga
Von 2001 bis 2013 spielte der Verein in der vierthöchsten türkischen Spielklasse, der TFF 3. Lig. In der Viertligasaison 2012/13 verfehlte die Mannschaft den Klassenerhalt der TFF 3. Lig und stieg damit nach 29 Jahren Profiligazugehörigkeit wieder in den Amateurfußball ab.

### Insolvenz und Neuformierung zu Kastamonuspor 1966
Nach dem Abstieg in die Amateurliga spielte er Verein in der Bölgesel Amatör Lig, der fünfthöchsten Spielklasse. Auch hier spielte der Verein gegen den Abstieg. Zusätzlich zu seinen finanziellen Problemen und der Schwierigkeiten, einen schlagkräftigen Kader zusammenzustellen zu können, erhielt der hochverschuldete Verein vom nationalen Fußballverband einen Dreipunkteabzug. Dadurch erschwerte sich der Klassenerhalt zusätzlich und der Verein steig als Tabellenvorletzter ab.
Nach diesem Abstieg beratschlagten sich die Vereinsverantwortlichen, u. a. mit Tahsin Babaş, dem Bürgermeister der Stadt Kastamonu, über die Zukunft des Klubs. Sie entschieden, den bankrotten Verein aufzugeben und sich unter einem neuen Verein und damit schuldenfrei neu zu formieren. Im Sommer 2014 wurde eine Einigung über eine Vereinsübergabe bzw. Fusion mit den Vereinsverantwortlichen mit Tosya Belediyespor, dem Fußballverein der benachbarten Kreisstadt Tosya, erzielt. Danach übernahmen die Vereinsverantwortlichen von Kastamonuspor die Vereinsrechte von Tosya Belediyespor und formierten sich unter dem Namen Kastamonuspor 1966 neu.

### Neuzeit
Bereits in der ersten Saison nach der Neuformierung unter Kastamonuspor 1966, führte die Mannschaft die Gruppe 5 der Bölgesel Amatör Lig nahezu über die gesamte Saison souverän als Tabellenführer an und stieg am Saisonende als Meister in die TFF 3. Lig, der untersten türkischen Profiliga auf.
Nach der Rückkehr zum türkischen Profiligabetrieb spielte die Mannschaft auch in der Viertligasaison 2015/16 um die Meisterschaft mit und beendete die Hinrunde als Herbstmeister. Daneben sorgte der Verein im türkischen Pokal für Aufsehen. In der Pokalsaison 2015/16 schaltete die Mannschaft mit Anadolu Selçukspor einen Drittligisten und mit Kasımpaşa Istanbul einen Erstligisten aus und qualifizierte sich als einer von zwei Viertligisten für die Gruppenphase dieses Wettbewerbs.
In der Viertligasaison 2015/16 eroberte sich die Mannschaft schnell die Tabellenführung. Nachdem diese kurzzeitig an Niğde Belediyespor verloren wurde, erkämpfte sich die Mannschaft die Tabellenführung nach zwei Tagen wieder zurück. Die Tabellenführung baute die Mannschaft aus und sicherte sich drei Tage vor Saisonende die Meisterschaft und damit den Aufstieg in die TFF 2. Lig.

## Erfolge
- Meister der BAL und Aufstieg in die TFF 3. Lig: 2014/15
- Meister der TFF 3. Lig und Aufstieg in die TFF 2. Lig: 2015/16

## Ligazugehörigkeit
- 2. Liga: 1967–1969
- 3. Liga: 1969–1977, 1984–2001, Seit 2016
- 4. Liga: 2001–2013, 2015–2016
- Amateurligen: bis 1967, 1977–1984, 2013–2015

## Ehemalige bekannte Spieler
| - Aykut Çeviker - Abdullah Durak - Mustafa Kayabaşı - Şener Özcan - Yasin Öztop - Ramazan Tunç - Vedat Çoban - Muğdat Çelik |

## Ehemalige Trainer (Auswahl)
| - Sadi Tekelioğlu (Juni 1995 – Dezember 1996) - Murat Özgen (Juni 1997 – Dezember 1997) - Levent Numanoğlu (Januar 1998) - Necdet Zorluer (Juli 2000 – November 2000) - Avni Okumuş (August 2008 – Oktober 2009) - Kahraman Karataş (Januar 2010 – April 2010) - Avni Okumuş (August 2012 – April 2013) |

## Ehemalige Präsident (Auswahl)
- Levent Özbek